# Foxcatcher
Foxcatcher ist ein US-amerikanisches Sportdrama des Regisseurs Bennett Miller aus dem Jahr 2014. Der Film ist angelehnt an den wahren Fall des Multimillionärs und Ringsport-Sponsors John E. du Pont, der den Ringer David Schultz tötete.
Der Film wurde im Mai 2014 beim Cannes Film Festival gezeigt, wo Bennett Miller für die beste Regie ausgezeichnet wurde. In den deutschen Kinos lief der Film am 5. Februar 2015 an.
Produziert wurde der Film von Annapurna Pictures, Likely Story und Media Rights Capital.

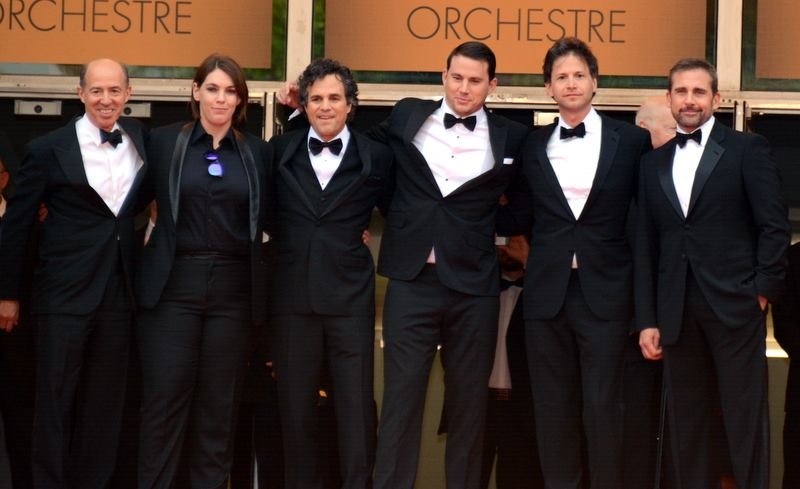
Schauspieler und Teile der Crew des Films auf den Filmfestspielen von Cannes 2014; von links nach rechts: Produzent Jon Kilik und Megan Ellison, Mark Ruffalo, Channing Tatum, Regisseur Bennett Miller und Steve Carell

## Handlung
Die Gebrüder Schultz sind beide erfolgreiche Ringer, die bereits bei den Olympischen Spielen 1984 Goldmedaillen gewinnen konnten. Trotz seiner guten Leistungen sieht sich Mark aber als im Schatten seines älteren Bruders David stehend.
Mark wird schließlich vom exzentrischen Millionär und Sportmäzen John E. du Pont kontaktiert, der ihn auf sein Anwesen in Pennsylvania einlädt, wo er die Foxcatcher Farm, ein Trainingszentrum für Ringer, aufgebaut hat. Du Pont bittet ihn, Mitglied des Teams Foxcatcher zu werden und für die kommenden Weltmeisterschaften und die nächsten Olympischen Spiele zu trainieren. Du Pont möchte auch dessen Bruder David in sein Team holen. Dieser lehnt du Ponts Ansinnen zunächst mit dem Verweis darauf ab, seiner Frau und den beiden Kindern einen Umzug nicht zumuten zu wollen.
Mark akzeptiert das Angebot allein. Er gewinnt mit dem Foxcatcher-Team bei den Ringer-Weltmeisterschaften 1987 eine Goldmedaille. Zwischen dem Millionär und dem Ringer entwickelt sich zuerst eine Art Freundschaft, bei der sich du Pont in der Rolle des Mentors sieht. Er bietet Schultz auch Kokain an, was dieser dann regelmäßig konsumiert. Es kommt zu Spannungen zwischen beiden, als der Ringer sich zunehmend für das Ego des Mäzens ausgenutzt sieht.
Später tritt Marks Bruder David dem Team doch noch als Trainer bei und zieht mit seiner Familie nach Pennsylvania, nachdem ihm der Millionär ein sehr großzügiges Angebot gemacht hat. Mark zieht sich von du Pont und auch von seinem Bruder zurück und trainiert weitgehend allein. Er will sich seinen Erfolg allein erarbeiten. Sein Bruder verfolgt dessen Entwicklung mit Sorge.
Bei den Vorbereitungen zu den Olympischen Spielen 1988 verliert Mark erstmals einen Kampf. Aufgebracht zerstört er sein Hotelzimmer und isst Unmengen – in der Absicht, das erlaubte Kampfgewicht zu überschreiten und so nicht zu den Wettkämpfen zugelassen zu werden. Mit der Unterstützung seines Bruders kann er sich doch noch qualifizieren. Bei den Spielen in Seoul kann er jedoch keinen Sieg erringen. In der Krise nähern sich die Brüder wieder an. Mit du Pont entzweit sich Mark hingegen völlig. Er verlässt schließlich das Team Foxcatcher.
Sein Bruder lebt weiterhin auf dem Anwesen der du Ponts und trainiert das Team. Offiziell ist er Co-Trainer unter du Pont, akzeptiert diesen innerlich aber nicht als den Mentor, als den sich dieser sieht. Du Pont fühlt sich von David in seiner Führungsrolle bedroht und vereinsamt nach dem Tod seiner Mutter zusehends. Eines Tages fährt er zu David, erschießt diesen in seiner Einfahrt und wird daraufhin verhaftet. Mark wird MMA-Fighter.

## Rezeption
Der Film erhielt überwiegend gute bis sehr gute Kritiken, wobei insbesondere die schauspielerischen Leistungen von Steve Carell, Channing Tatum und Mark Ruffalo hervorgehoben wurden. Bei Rotten Tomatoes hält der Film eine Wertung von 88 Prozent, basierend auf 202 Kritiken. Bei Metacritic hat der Film 81 von 100 möglichen Punkten, basierend auf 49 Kritiken.
Patrick Seyboth von epd Film vergab 3 von 5 Sternen. Bestechend an Foxcatcher seien „neben den schauspielerischen Leistungen und der stilistischen Finesse […] die Pointiertheit, mit der er anhand seiner Dreieckskonstellation von kaputten Selbstbildern, von Klassenunterschieden und der Macht des Geldes“ erzähle. Allerdings tue „sich eine eigenartige Diskrepanz auf zwischen der fast journalistischen Genauigkeit in den Details und der letztlich doch eher eindimensionalen Erzählhaltung“.
Mark Schultz unterstützte die Filmemacher während der Entstehung des Films. Er kritisierte jedoch Regisseur Bennett Miller für seine Darstellung der Beziehung zwischen ihm und du Pont, die „homosexuelle Untertöne hätte“. Einige Wochen später zog er jedoch seine Kritik zurück und entschuldigte sich bei Bennett Miller. Laut Schultz stammen die meisten Szenen im Film direkt aus seinem Buch, aber die Beziehungen und Darstellungen der Personen wären fiktiv.
Die Zusammenhänge wurden vielfach als sehr gestrafft kritisiert. So wurde die Aktivität von du Pont als Sportmäzen auf die Sportart Ringen reduziert. In Wirklichkeit hatte du Pont lange Zeit selbst eine sportliche Karriere zunächst als Schwimmer, später im Modernen Fünfkampf angestrebt. Bereits 1967 fanden in dem 1965 errichteten Trainingszentrum auf du Ponts Farm US-Meisterschaften im Modernen Fünfkampf statt. Du Pont hatte eine führende Rolle im ISHOF, und zum „Team Foxcatcher“ gehörten in den Achtzigerjahren zahlreiche amerikanische Top-Schwimmer, die Medaillen bei Olympischen Spielen gewannen. Vom Tod seiner Mutter erfuhr du Pont beispielsweise nicht auf den (acht Wochen vorher stattfindenden) Qualifikationswettkämpfen der Ringer, sondern denen der Schwimmer. Ab Mitte der Achtzigerjahre traten einige der besten Triathleten der Welt unter dem Foxcatcher-Logo an, und du Pont sah sich selbst als „Vater des Triathlon“.

## Nominierungen
- Detroit Film Critics Society 2014
  - Bester Nebendarsteller: Mark Ruffalo
- Chicago Film Critics Association 2014
  - Bester Nebendarsteller: Mark Ruffalo
- Internationale Filmfestspiele von Cannes 2014
  - Goldene Palme: Bennett Miller
- Satellite Award 2014
  - Bester Hauptdarsteller: Steve Carell
  - Bester Nebendarsteller: Mark Ruffalo

- AACTA International Awards 2015
  - Bester Hauptdarsteller: Steve Carell
  - Bester Nebendarsteller: Mark Ruffalo
- Art Directors Guild 2015
  - Excellence in Production Design Award: Jess Gonchor
- British Academy Film Awards 2015
  - Bester Nebendarsteller: Steve Carell
  - Bester Nebendarsteller: Mark Ruffalo
- Casting Society of America 2015
  - Artios: Outstanding Achievement in Casting – Big Budget Feature – Drama (Jeanne McCarthy, Rori Bergman, Donna M. Belajac, Matthew Maisto)
- Critics’ Choice Movie Awards 2015
  - Bester Nebendarsteller: Mark Ruffalo
  - Best Hair & Makeup
- Golden Globe Awards 2015
  - Bester Film – Drama
  - Bester Hauptdarsteller – Drama: Steve Carell
  - Bester Nebendarsteller: Mark Ruffalo
- London Critics’ Circle Film Award 2015
  - Bester Nebendarsteller: Mark Ruffalo
- Oscarverleihung 2015
  - Beste Regie: Bennett Miller
  - Bester Hauptdarsteller: Steve Carell
  - Bester Nebendarsteller: Mark Ruffalo
  - Bestes Drehbuch: E. Max Frye und Dan Futterman
  - Make-up und Beste Frisuren: Bill Corso, Dennis Liddiard
- Producers Guild of America Awards 2015
  - Outstanding Producer of Theatrical Motion Pictures: Megan Ellison, Jon Kilik, Bennett Miller
- Screen Actors Guild Awards 2015
  - Bester Hauptdarsteller: Steve Carell
  - Bester Nebendarsteller: Mark Ruffalo
- Writers Guild of America 2015
  - Bestes Drehbuch: E. Max Frye, Dan Futterman

## Auszeichnungen
- Internationale Filmfestspiele von Cannes 2014
  - Beste Regie: Bennett Miller
- Gotham Award 2014
  - Gotham Jury Award: Ensemble Performance (Channing Tatum, Mark Ruffalo, Steve Carell)
- AFI Awards 2015
  - Movie of the Year
- Independent Spirit Award 2015
  - Special Distinction Award: Bennett Miller, E. Max Frye, Dan Futterman, Anthony Bregman, Megan Ellison, Jon Kilik, Steve Carell, Mark Ruffalo, Channing Tatum
- National Society of Film Critics 2015
  - 2nd place: Bester Nebendarsteller: Mark Ruffalo
- Palm Springs International Film Festival 2015
  - Creative Impact in Acting Award: Steve Carell